# Поклонение золотому тельцу (Пуссен)
«Поклонение золотому тельцу» (фр. L'Adoration du Veau d'or; англ. The Adoration of the Golden Calf) — картина французского живописца Никола Пуссена, написанная между 1633 и 1634 годами. Находится в Национальной галерее в Лондоне (Великобритания).

## Сюжет и описание
На картине изображено поклонение израильтян золотому тельцу. Сюжет взят из 32 главы ветхозаветной книги Исход. Полотно было написано как часть пары картин (вторая — «Переход через Красное море») по заказу Амедео даль Поццо. Даль Поццо хотел создать серию работ, иллюстрирующих события из жизни Моисея, для своего дворца в Турине, и художник французского происхождения Николя Пуссен был идеальным выбором. Работы Пуссена основаны на изучении классических древностей, но при этом были поразительно современными благодаря использованию цвета и сложности композиции.

## История
Полотно «Поклонение золотому тельцу» было создано как часть пары картин, второй из которых была «Переход через Красное море», по заказу Амадео даль Поццо, маркиза ди Вогера из Турина, двоюродного брата Кассиано даль Поццо, главного спонсора Пуссена в Риме. К 1685 году картины перешли к шевалье де Лоррен, а в 1710 году их купил Бенинь де Рагуа де Бретонвиль.
В 1741 году пара была куплена у Самуэля сэром Джейкобом Бувери, чей сын Уильям стал первым графом Рэднора. Графы Рэднора владели картинами до 1945 года, когда эти парные полотна впервые разделились, и «Поклонение золотому тельцу» было продано Национальной галерее в Лондоне за 10 тыс. фунтов стерлингов, половина из которых была внесена британским Художественным фондом. «Переход через Красное море» был куплен Национальной галереей Виктории на той же распродаже 1945 года.
Картина «Поклонение золотому тельцу» находится сейчас в 19-м зале Национальной галереи. 17 августа 2011 года это полотно и другая работа Пуссена «Поклонение пастухов» были испорчены красной краской. Франкоязычный вандал замазал большинство обнажённых фигур, изображённых на картине.